# No digas que estás solo
No digas que estás solo es una novela de suspenso del escritor español César Fernández García. Se trata de un thriller psicológico, cuya primera edición fue publicada en marzo de 2009 por la editorial Bruño (colección Altamar).
Fue incluida en la Lista de Honor del XLIX Premio CCEI.
La pervivencia de los actos humanos es el eje sobre el que pivota toda la narración. La ubicación se centra en Cotela, un pueblo abandonado de la parte aragonesa de los Pirineos, donde un grupo de periodistas va a realizar un reportaje sobre las consecuencias del éxodo rural. Cotela adquiere valores casi míticos y funciona como un personaje más. Su pasado sigue siendo presente.
La presunta soledad de Cotela viene a ser desmentida por hechos que demuestran que alguien o algo pervive entre sus edificios derruidos, desafiando al tiempo y al olvido.

## Argumento
La narración arranca presentando al viejo Eusebio, el único habitante de Cotela. Este pueblo ha sido víctima del éxodo rural tan común en el resto de aldeas de los Pirineos. Eusebio también ha decidido abandonar Cotela para terminar sus días rodeado de sus nietos y de su única hija.
Tras cerrar la puerta de su casa por última vez, el viejo oye una voz humana. Sospechando que alguien se ha escondido dentro de alguna casa, busca al intruso. En el interior de lo que había sido el hogar de un joven acosado y asesinado por sus compañeros, Eusebio halla un dibujo pintado en el muro que reproduce el crimen cometido. Sin duda, es reciente porque parte de la pintura negra escurre poco a poco pared abajo.
Todavía impactado por el hallazgo, Eusebio recibe el ataque de alguien armado con una guadaña. Huye hasta esconderse en la chopera. Cuando cree que ha pasado el peligro pone en marcha su furgoneta. Sin embargo, su atacante lo espera al borde del camino empuñando la guadaña. Eusebio logra escapar pero se promete no regresar jamás a Cotela.
A partir del suceso de Eusebio, la acción se centra en un equipo de cuatro trabajadores de TVE2. Lo componen el ejecutivo Ángel Ramírez, Menchu y los becarios Alberto y Begoña. Los cuatro tienen como objetivo grabar un reportaje sobre los pueblos abandonados en la parte aragonesa de los Pirineos. Ángel Ramírez elige Cotela como la aldea desde donde más se rodará y donde ubicarán su campamento base.
Desde el primer momento en que llegan a Cotela, los cuatro periodistas tienen la sensación de ser observados. Sin embargo, comienzan con el reportaje grabando distintos puntos del pueblo abandonado. Entre Begoña y Alberto va iniciándose una relación sentimental. Menchu demuestra su dependencia con respecto al alcohol. Ángel Ramírez, convencido de que Cotela es un lugar rebosante de energía extraña, se ocupa también de grabar cualquier posible psicofonía.
Dentro de una casa abandonada de Cotela, Begoña y Alberto hallarán un recorte de periódico. Por él conocerán la tragedia que sacudió el pueblo muchos años antes. El joven Luis Ángel fue asesinado por un grupo de compañeros del Instituto de Biescas. Junto al recorte de periódico, los becarios encuentran poemas escritos por el joven. En las poesías late un fortísimo deseo de vida. Los becarios sienten que, de alguna manera, Luis sigue presente en el alma de Cotela. 
La situación en el pueblo se hace insostenible, cuando Menchu desaparece sin dar explicaciones. Una nevada deja incomunicado al resto. Y la sensación de ser vigilados crece. Pronto la amenaza de aquel ser, que parece observarles y al que nunca han llegado a ver, pasa a convertirse en una realidad.

## Características literarias
El narrador focaliza la acción a través de los ojos de los personajes principales. En el primer capítulo, sigue al viejo Eusebio consiguiendo que el lector se meta en su piel. Desde el capítulo segundo, el narrador se sirve del becario Alberto para contar los hechos. Se utiliza la tercera persona narrativa, aunque los abundantes diálogos ofrecen las distintas perspectivas de los actantes. El monólogo interior desnuda el pensamiento ante el lector de dos personajes: Eusebio y Alberto. A menudo, se utiliza el estilo indirecto libre  para permitir que las opiniones del actante se entremezcle con la propia narración, sin necesidad de hacer depender lo dicho o pensado de ningún verbo.
La abundante descripción  del paisaje montañoso y del pueblo derruido posee valor por sí misma. En algunos finales de capítulo, hallamos una prosa cercana a la poesía: Bajó la mirada hacia el lago para perderla en la espumas blancas que el agua formaba al chocar contra la superficie. Las mismas espumas de veinte años atrás. Las mismas para siempre. (final del capítulo 20)
La argumentación asoma en los momentos de anticlímax de la novela. Destaca la que el médico Cipriano mantiene en el capítulo 18 sobre la complejidad del subconsciente, a partir de su afirmación de que cuando en una mente hay dos, es inevitable el conflicto.
De entre las figuras retóricas, sobresale la personificación, especialmente para referirse a Cotela. Al fin y al cabo, es más que una aldea deshabitada. Es un ente vivo.
En los finales de capítulo, para potenciar aún más la dosis de suspense, hallamos el recurso denominado cliffhanger. El final imprevisible - aunque necesario - se basa en la anagnórisis de Ángel Ramírez.

## Universo interno
El abandono, el olvido y la soledad, encarnados en un pueblo deshabitado, constituyen el universo interno de No digas que estás solo. Cotela es un microcosmos donde las construcciones agonizan, se oye el silencio, la oscuridad acecha, se siente la soledad, las ventanas son ojos (“el pueblo muerto le devolvió la mirada desde los ojos huecos de las ventanas”).
Frente a la vida que llevan consigo los periodistas, Cotela es el mundo de la nostalgia,  como desde el capítulo 1 se evoca: el cielo lloraba una lluvia menuda y monótona sobre las casas abandonadas que el olvido pudría. Lloraba sobre las chimeneas vencidas, los cristales rotos, las maderas carcomidas, la vida pasada. El repiqueteo del agua sobre los charcos puso música a esos momentos de despedida. La luna en fase menguante se iba asomando, afilada como una hoz.
Desde esta perspectiva, entronca con la melancolía y misterio que hallamos en la literatura del Romanticismo  literario.
El cementerio de Cotela, los sonidos de origen incierto, la semiderruida cárcel, las tormentas, el abandonado hospital para tuberculosos, la lluvia melancólica ofrecen el universo donde se desarrollan las fuerzas temáticas.

## Tiempo y espacio
El siglo XXI es el marco temporal externo de la acción narrativa.  En el segundo capítulo se aporta el dato concreto de que están a 8 de abril y de que, en unos días, comenzarán las vacaciones de Semana Santa. El tiempo interno de la historia se sostiene sobre pocos días. Esto exige que los sucesos se precipiten de una forma rápida, a pesar de que el lector podría esperar más sosiego en una aldea abandonada. El tiempo discurre de forma lineal, si bien aparecen algunos flashbacks o retrospecciones en el tiempo para explicar hechos del pasado que repercuten sobre el pasado, como la muerte de Luis o los recuerdos del médico Cipriano.  
En una primera lectura, se podría pensar que la narración ha comenzado ab ovo. Sin embargo, una vez que se conocen todas las piezas y se recomponen, comprobamos que había un inicio que el narrador ha querido escamotear con fines de eficacia comunicativa.
Los Pirineos son el escenario general de la novela, aunque el segundo capítulo se desarrolla en el despacho del director de proyectos de unos estudios de televisión. Se citan escenarios reales como el embalse de Sabiñánigo, Biescas, la sierra de Peña Telera... 
Cotela es un pueblo de ficción, aunque con las mismas características que pueblos reales del Pirineo aragonés ya desaparecidos como Susín, Barbenuta, Otal, Espierre, Berbusa, Basarán, Cillas, Casbas, Otal, Bergua... De alguna forma, Cotela es el símbolo de todas esas aldeas. Un espacio sepultado por la podredumbre y el olvido, de tintes míticos donde late un pasado entre sus ruinas. Es un escenario que cumple las funciones simbólicas de Macondo en  Cien años de soledad, o de Comala en Pedro Páramo. Un universo de perfiles alegóricos.

## Personajes

### Personajes principales
Tanto Luis como los cuatro periodistas van mostrando distintos matices conforme la trama se va desgranando. La etopeya, la prosopografía y los gestos se alían para configurar a los actantes. Por ejemplo, del carácter irascible del ejecutivo Ángel Ramírez sabemos, en cuanto entra en acción en el segundo capítulo, por el puñetazo en la mesa que da mientras habla por teléfono.
- Luis Ángel Cepeda Balaguer – tenía 16 años cuando murió asesinado por un grupo de compañeros del Instituto de Biescas. Padecía una enfermedad en la piel que le ocasionaba un cierto rechazo por parte de sus vecinos. Amante de la poesía, sus ganas de vivir laten en las poesías que encuentran los becarios. Su mensaje perdura en el tiempo.

- Alberto – becario de TVE2. Enamorado de Begoña, siente a Ángel Ramírez como su posible rival. Su mundo interior se remueve con el conocimiento de lo que pasó en Cotela con Luis.

- Begoña – estudiante de 2º curso de Comunicación Audiovisual que trabaja como becaria en TVE2. Junto a Alberto, desentraña el misterio de Cotela.

- Menchu – profesional de TVE2 con gran experiencia en el manejo de las cámaras. Tiene problemas con el alcohol y con su marido. Tiene un gato como mascota.

- Ángel Ramírez – director de proyectos. Organiza el reportaje sobre los pueblos abandonados. A pesar de que es un encumbrado ejecutivo, sigue siendo un reportero de raza. Se comporta como un padre con sus compañeros de trabajo. Su anagnórisis da un giro a la narración, pues lo presuntamente sobrenatural da paso a una explicación racional.

### Personajes secundarios
- El viejo Eusebio – último habitante de Cotela. Un mes después de quedarse viudo, decide marcharse también. Conoció en vida a Luis.

- Cipriano –  médico ya jubilado pero que trabajó en Cotela. Fue amigo de Luis.

## Organización
No digas que estás solo consta de 21 capítulos. La organización interna se sostiene sobre seis partes:
- Presentación del conflicto en Cotela – Cap.1.[10]

- Los cuatro periodistas de TVE2 asumen la misión del reportaje y marchan a Cotela – Cap. 2, 3, 4, 5, 6, 7, 8.

- Desaparición de Menchu y hostilidades en Cotela – Cap. 11, 12, 13, 14, 15.

- Revelaciones – Cap. 16, 17, 18.

- Desenlace –  Cap. 19, 20.

- Homenaje a Luis mediante su poesía. Amistad a través del tiempo – Cap. 21.

## Significado de la obra
No digas que estás solo nos sitúa ante la profundidad del ser humano, donde convive la razón con lo inexplicable. Por eso mismo, ofrece distintos niveles de lectura. Puede leerse como una novela de suspense, con un final sorprendente. O bien, puede rastrearse la intención comunicativa del autor, buscando la historia profunda dentro de la historia superficial.
La novela recoge una significativa cita de Epícteto: cuando estés de noche en tu habitación, aun cuando tengas las puertas y las ventanas cerradas y apagada la luz, no digas que estás solo: nunca se está solo.
El ser humano no está solo. Los hechos de sus predecesores lo acompañan para mal o para bien. El caso de Ángel Ramírez ejemplifica cómo puede ser para mal: los remordimientos le han perseguido siempre, enloqueciendo su mente, estableciendo un conflicto entre el yo real y el yo anhelado. Ocurre lo mismo con los que fueron vecinos de Luis porque, tras la muerte del joven, quedaron heridos pensando que merecían un castigo. A veces la mente colectiva es tan inescrutable como la individual. (cap. 18)
Pero también la vida de quienes nos precedieron puede acompañarnos, marcándonos para bien, enseñándonos los límites del rencor y la misericordia con el prójimo. Begoña y Alberto sienten hermanarse con Luis traspasando las barreras del tiempo y la muerte. Le han conocido a través de sus escritos, han sufrido por él y se consideran sus amigos. Los poemas de Luis hablan al presente de los becarios. En el capítulo 21, dos versos del difunto resumen el sentido de trascendencia de los hechos de los seres humanos: 
Tan honda es mi sed de vida
que me sobrevivirá.